# Graafschap Dunois

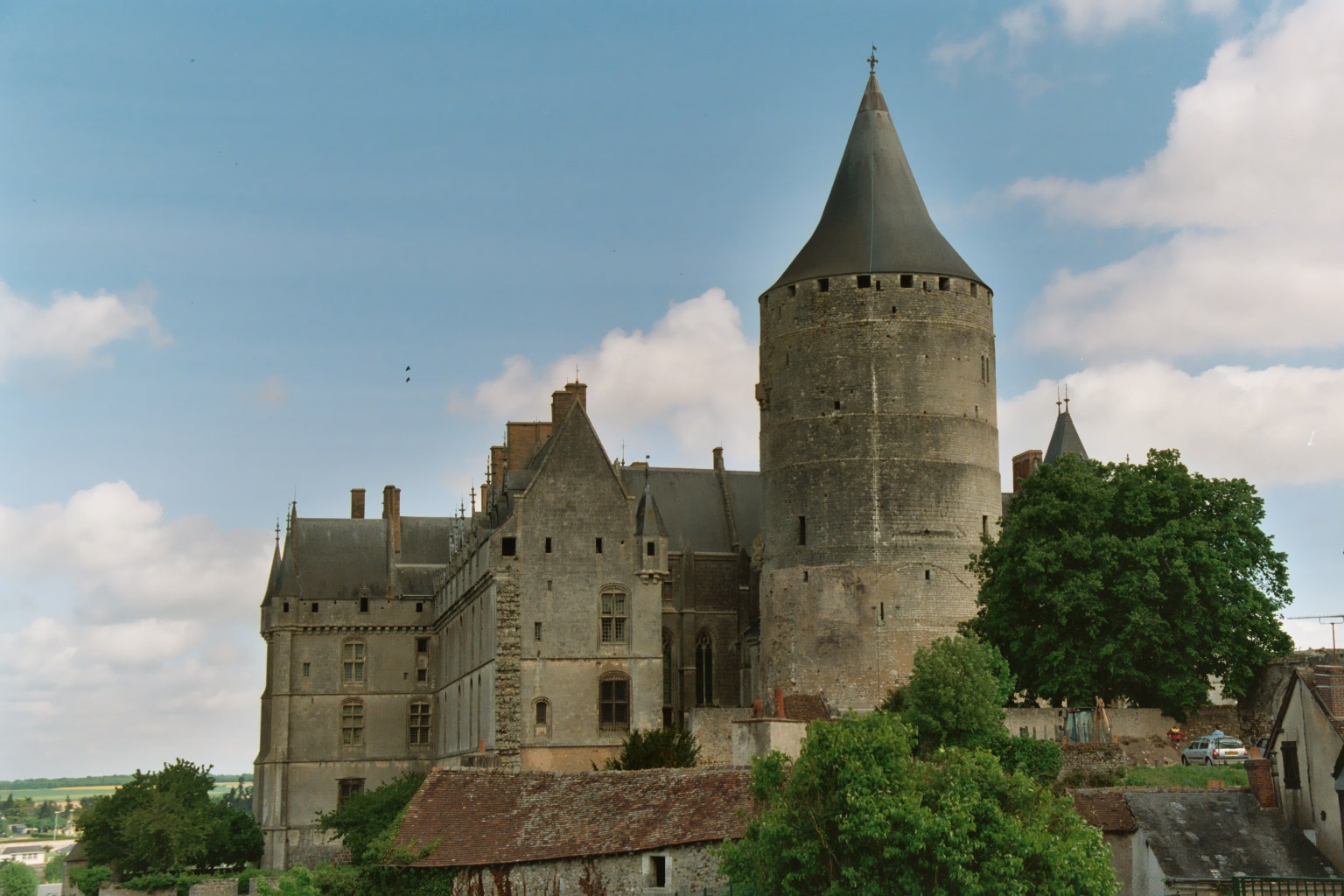
Het kasteel van Châteaudun

Het graafschap Dunois, aanvankelijk het graafschap Châteaudun, was een graafschap in Frankrijk ten noorden van Blois. De hoofdplaats was het kasteel van Châteaudun in de Beauce. Sinds de 10de eeuw hoorde het bij het gebied van de graven van Blois.
Naast het graafschap Châteaudun, waarvan hieronder de graven opgesomd worden, bestond er ook een burggraafschap Châteaudun. Beide werden in de 15e eeuw verenigd onder het huis Orléans-Longueville.

## Graven van Châteaudun

### Huis Blois
- Theobald I van Blois, graaf van Châteaudun 956-975
- Odo I van Blois, graaf van Châteaudun 975-995
- Theobald II van Blois, graaf van Châteaudun 995-1004
- Odo II van Blois, graaf van Châteaudun 1004-1037
- Theobald III van Blois, graaf van Châteaudun 1037-1089
- Stefanus II van Blois, graaf van Châteaudun 1089-1102
- Theobald IV van Blois, graaf van Châteaudun 1102-1151
- Theobald V van Blois, graaf van Châteaudun 1151-1191
- Lodewijk van Blois, graaf van Châteaudun 1191-1205
- Theobald VI van Blois graaf van Châteaudun 1205-1218
- Margaretha van Blois, gravin van Châteaudun 1218-1230
- Maria van Blois, gravin van Châteaudun 1230-1241

## Graven van Dunois

### Huis Blois-Châtillon
- Jan I van Blois, graaf van Dunois 1241-1279
- Johanna van Blois, gravin van Dunois 1279/1280-1292
- Hugo II van Blois, graaf van Dunois 1292-1307
- Gwijde I van Blois, graaf van Dunois 1307-1342)
- Lodewijk I van Blois, graaf van Dunois 1342-1346
- Lodewijk II van Blois, graaf van Dunois 1346-1372
- Jan II van Blois, graaf van Dunois 1372-1381
- Gwijde II van Blois, graaf van Dunois 1381-1397

Hertog Lodewijk I van Orléans kocht van Gwijde II de graafschappen Blois en Dunois voor 200.000 Franse kroon. Zijn zoon Karel van Orléans gaf Dunois in ruil voor de graafschappen Mortain en Gien aan zijn halfbroer, de Bastaard van Orléans.  Zijn afstammelingen voerden de titel van Dunois samen met belangrijker titels, zodat zij vaak niet meer als dusdanig bekend stonden.

### Huis Orléans-Longueville
- Jan van Orléans, de Bastaard von Orléans, graaf van Dunois 1439-1468
- Frans I van Longueville, graaf van Dunois 1468-1491
- Frans II van Longueville, graaf van Dunois 1491-1512
- Renée van Longueville, gravin van Dunois 1513-1515
- Lodewijk I van Longueville, graaf van Dunois 1515-1516
- Claude van Longueville, graaf van Dunois 1516-1524
- Lodewijk II van Longueville, graaf van Dunois 1524-1537
- Frans III van Longueville, graaf van Dunois 1537-1551
- Eleonor van Longueville, graaf van Dunois 1551-1573
- Hendrik I van Longueville, graaf van Dunois 1573-1595
- Hendrik II van Longueville, graaf van Dunois 1595-1663
- Jan Lodewijk van Longueville, graaf van Dunois 1663-1668
- Karel van Longueville, graaf van Dunois 1668–1672
- Jan Lodewijk van Longueville, (opnieuw) graaf van Dunois 1672-1694

Omdat bij het overlijden van Jan-Lodewijk de mannelijke lijn van het huis Orléans-Longueville uitstierf, keerde het hertogdom Longueville en daarbij ook het graafschap Dunois terug naar de Franse kroon.